# Davide Bragazzi
Davide Bragazzi (* 12. Juni 1981) ist ein ehemaliger italienischer Radrennfahrer.
Davide Bragazzi konnte 2002 die Gesamtwertung der U23-Rundfahrt Giro di Toscana für sich entscheiden. Im nächsten Jahr gewann er eine Etappe des Giro Ciclistico d’Italia. Ab Mitte der Saison 2005 fuhr Bragazzi für das Giant Asia Racing Team. Im nächsten Jahr wechselte er zum Team Endeka, wo er eine Etappe bei der Vuelta a Navarra gewann. 2007 fuhr Bragazzi für das italienische Continental Team Kio Ene-Tonazzi-DMT.

## Erfolge
2002
- Gesamtwertung Giro di Toscana

2003
- eine Etappe Giro Ciclistico d’Italia

2006
- eine Etappe Vuelta a Navarra

## Teams
- 2005 Giant Asia Racing Team (ab 27.06.)
- 2006 Team Endeka
- 2007 Kio Ene-Tonazzi-DMT